# Ägyptisches Museum Berlin
Het Ägyptisches Museum Berlin (volledig: Ägyptisches Museum und Papyrussammlung) is een museum op het Museumsinsel in Berlijn gewijd aan de Egyptische oudheid. De collectie omvat onder meer de buste van Nefertiti.

## Geschiedenis
Onder koning Frederik Willem III van Pruisen begon men in 1828 met de eerste stukken na aanbeveling van ontdekkingsreiziger Alexander von Humboldt.
Het museum werd eerst gehuisvest in het Slot Monbijou, maar kreeg in 1850 een eigen gebouw op het Museumsinsel, het Neues Museum.
Na de Tweede Wereldoorlog was de collectie verdeeld geraakt over West- en Oost-Berlijn. De collectie in Oost-Berlijn werd tentoongesteld in het Bode-Museum, omdat de oorspronkelijke locatie (Neues Museum) zwaar beschadigd was gedurende de oorlog. In West-Berlijn werd de collectie van 1967 tot 2005 tentoongesteld in een gebouw tegenover het Slot Charlottenburg op Schloßstraße 70.
Na de Duitse hereniging werden de verzamelingen weer samengevoegd. De Oost-Berlijnse collectie werd in de jaren 90 gesloten voor publiek vanwege conservatiewerkzaamheden. De West-Berlijnse collectie werd vanaf 2005 tijdelijk ondergebracht in het Altes Museum op het Museumsinsel. Beide collecties zijn sinds 2009 weer te bewonderen in het volledig gerestaureerde Neues Museum.